# Slag bij Raphia
De Slag bij Raphia werd in 217 v.Chr. uitgevochten tussen de Seleucidische heerser Antiochus III en de Egyptische koning Ptolemaeus IV om de controle te verkrijgen over een gebied dat het huidige Israël, Libanon, Syrië en Jordanië beslaat.  Raphia is het huidige Rafah in de Gazastrook in Palestina. 

## De slag
In het begin van de slag slaagden de Indische olifanten van de Seleuciden erin de Afrikaanse olifanten van de Egyptenaren op de vlucht te jagen. De Indische olifanten waren groter dan hun Afrikaanse soortgenoten. Dit leidde tot grote verwarring binnen de Egyptische rangen.
Op ditzelfde ogenblik leidde een grote cavalerieaanval, geleid door Antiochus zelf, tot paniek op de Egyptische linkerflank.
Dit succes verblindde Antiochus zodanig dat deze weinig oog had voor wat elders op het slagveld aan het gebeuren was.
Want aan de andere kant van de linie gebeurde hetzelfde in de andere richting: de Egyptische cavalerie dreef de Seleucidische linkerflank achteruit.
De beslissing viel echter toen de Egyptische infanterie de Seleucidische trof. Ptolemaeus had zich naar het centrum van zijn infanterie begeven en liet zich daar zien aan vriend en vijand. Deze actie versterkte de vechtlust en moedigheid van zijn troepen.
De Egyptische falanx was ook van betere kwaliteit (de Seleuciden ontbonden hun falanx redelijk snel) en kon zo een beslissing forceren.

## Gevolgen
De Egyptische overwinning maakte een einde aan twee jaar succes van de veldheer Antiochus die zich moest terugtrekken tot het huidige Libanon. Hierbij moest hij de droom van de overheersing van Fenicië en Palestina laten varen.
Deze overwinning voorkwam ook een invasie van Egypte door de Seleuciden. Het was het einde van de vierde Syrische oorlog die eigenlijk slechts een bevestiging van de territoria van beide naties was en waarvan de overeengekomen vrede slechts een labiel gegeven was.